# Samuel Schkolnik
Samuel Schkolnik (San Miguel de Tucumán, 1944-San Miguel de Tucumán, 17 de septiembre de 2010) fue un filósofo argentino

## Biografía
Se doctoró en Filosofía por la Universidad Nacional de Tucumán, institución en la que se desempeñó como profesor titular de Ética y de Historia de la filosofía contemporánea, ambas en la Facultad de Filosofía y Letras. 
Es autor de los libros Tiempo y sociedad (resultado de su tesis de doctorado), del libro de aforismos filosóficos Algunas claves (alguna de cuyas frases cobraron cierta notoriedad), de Parker 51 (recopilación de ensayos y de textos literarios) y de la novela Salven nuestras almas. En esta última se revive parte de la historia argentina intercalada con escritos filosóficos de un personaje literario llamado «González», que había hecho su debut en La Gaceta Literaria, suplemento cultural del diario La Gaceta de Tucumán, del que fue colaborador desde 1966. Publicó también numerosos artículos en revistas de filosofía y en la prensa de circulación general, entre ellos el diario Clarín. 
Realizó aportes en las áreas más diversas, tales como la filosofía de la mente, la ética, el pensamiento de Jorge Luis Borges, la condición humana, la filosofía del tiempo, la semiología y las ciencias sociales, la filosofía política, la relación entre lo real y lo posible, etc. 
También se ocupó de volver sobre algunos problemas clásicos de la historia de la filosofía, tales como el problema mente-cuerpo, la noción de tiempo y el sentido de la vida, proyectando los perfiles que dibujan sobre el plano de la vida en sociedad. Dada la variedad de sus posturas, su pensamiento resultad difícil de adscribir a alguna corriente filosófica.
En 2012 se editó el primer libro que se ocupa de su obra, titulado El legado filosófico de Samuel Schkolnik. El mismo recoge doce ensayos seleccionados que no se encuentran en sus libros, así como diversos estudios sobre su obra realizados por especialistas. El volumen cuenta a su vez con entrevistas realizadas al filósofo tucumano, semblanzas sobre su vida intelectual y un conjunto de fotos seleccionadas.
En 2014 se dictó, en el marco de la carrera de Filosofía de la Universidad Nacional de Tucumán, la materia optativa «El pensamiento filosófico de Samuel Schkolnik».

## Ideas
Una de sus tesis fue que en los seres humanos obra lo que llamó el «síndrome de Pascal»: el sentimiento de «la radical desproporción que encierra la condición humana, adscripta a un tiempo al orden de lo singular y al de lo cósmico». El hombre es esencialmente finito. Sin embargo, su mente trasciende constantemente la prisión del aquí y del ahora, evocando lo ausente: los lugares donde no estamos, el pasado y el futuro, lo posible –como una alternativa a lo real, lo abstracto–. En fin: el universo todo cabe en la imaginación humana; resultando ser que –en cierto sentido– la mente no está en el mundo, sino más bien el mundo en la mente.
Este orden de cosas tiene fuertes consecuencias existenciales: la desproporción entre nuestras aspiraciones cósmicas y nuestra insignificancia y limitación nos produce una angustia metafísica. De allí la veta existencial de muchos escritos de Schkolnik, y también su muy original perspectiva según la cual la primera función de toda sociedad -en la que concurren tanto la religión como la industria del entretenimiento- consiste en mitigar la angustia con que cada individuo experimenta la evanescencia de su ser.
Otra idea que legó fue que lo que la vida humana tiene de valiosa, no lo tiene -como suele creerse- por su adscripción al terreno de lo público (atinente a lo político o a cualquier otro ámbito social), sino más bien por la posibilidad de participar de lo Universal. Dicha participación requiere una mirada dirigida no al exterior sino al interior de cada quien. Allí las diferencias individuales o sociales carecen de interés porque todos somos el mismo. Se posiciona tras lo universal quien busca, por caso, la verdad o la belleza, los dos valores privilegiados en la obra schkolniana.  
El estilo de Schkolnik es ensayístico y alejado deliberadamente del estilo académico de escritura.

## Publicaciones

### Libros
- Algunas Claves. San Miguel de Tucumán: edición de autor. 1983.
- Tiempo y Sociedad. San Miguel de Tucumán: Universidad Nacional de Tucumán. 1996.
- Salven nuestras almas. Buenos Aires: Vinciguerra. 2001.
- Parker 51. San Miguel de Tucumán: Universidad Nacional de Tucumán. 2010.

### Artículos destacados
- «El mundo, la filosofía y las instituciones». Actas del Encuentro Latinoamericano “La ciencia como modelo teórico y como realidad institucional” (Rosario: UNR). 1994.
- «Materia, mente y semiosis». Estudios de Epistemología (Tucumán: Instituto de Epistemología, UNT) (II). 1995.
- «El mundo según Borges». Borges en diez miradas (Buenos Aires: Feria del Libro y Fundación Edenor). 1999.
- «De la razón y las pasiones». Cuatro ensayos sobre la razón (Instituto de Epistemología, Universidad Nacional de Tucumán). 2000.
- «Lo universal y lo público». La Gaceta de Tucumán. 2004.
- «Raíces de la dignidad». La ética en la encrucijada (Prometeo). 2008.

### Libros sobre Schkolnik
- El legado filosófico de Samuel Schkolnik. Tucumán: Universidad Nacional de Tucumán. 2012.